# Colégio Estadual Dom João Becker
O Colégio Estadual Dom João Becker é uma instituição de ensino público da cidade brasileira de Porto Alegre, capital do estado do Rio Grande do Sul. Situado na Rua da Prata, n.° 180, na Vila do IAPI, bairro Passo d'Areia., o colégio oferece ensino médio e técnico.

## História

### Primórdios
O Colégio tem sua origem no antigo Departamento Noturno do Colégio Estadual Júlio de Castilhos, criado em 1946 pelo decreto-lei n.° 2.143. Contudo, passou a chamar-se no ano seguinte, atráves do decreto-lei n.° 1.382, de Ginásio Estadual Noturno Dom João Becker, com o nome prestando uma homenagem a Dom João Becker, o segundo Arcebispo de Porto Alegre, falecido em junho de 1946. 
As atividades escolares do Ginásio iniciaram-se ainda em março de 1947, nas dependências do "Grupo Escolar Sousa Lobo", na Avenida Bahia, n.° 948, no bairro São Geraldo. Em seu primeiro exame de admissão, 48 alunos foram aprovados; no ano seguinte, o número de candidatos matriculados subiu para 110. 
O primeiro diretor do Ginásio Dom João Becker foi o professor Luiz Gonzaga Ferreira Brum. 
Durante os três primeiros anos de funcionamento do Ginásio, ministrou-se o chamado Curso do Artigo 91, extinto nos fins de 1949. Este curso supletivo não foi bem-sucedido por conta do crescimento do Curso Ginasial e da consequente falta de salas de aula.
Em dezembro de 1950, ocorreu a formatura da primeira turma de concluintes do Curso Ginasial Noturno; o evento contou com a presença do ex-governador do Estado Pompílio Cylon Fernandes Rosa como paraninfo e do industrial A. J. Renner como homenageado de honra. Renner sempre apoiou a iniciativa de criar-se um novo estabelecimento de ensino no 4.° Distrito de Porto Alegre, sobretudo voltado para o turno da noite.

### Transferência da sede
Em 11 de julho de 1951, a sede do Ginásio foi transferido para o Grupo Escolar Gonçalves Dias, na Vila dos Industriários, onde o curso noturno funcionou até a construção de uma sede própria ficar pronta, em um terreno doado pelo IAPI na Rua Nova Prata. Porém, o desenvolvimento da obra sofreu contratempos, pois somente iniciou no segundo semestre de 1962, ou seja, uma década depois.
Em 25 de novembro de 1959, o Ginásio Estadual Noturno foi transformado em Colégio Estadual; os cursos Clássico e Científico passaram a funcionar em maio do ano seguinte, em pavilhões feitos de madeira anexos ao Grupo Escolar Gonçalves Dias e construídos pela Comissão Estadual de Prédios Escolares, cujo diretor era o arquiteto João Alberto Shaan, professor da cadeira de desenho do educandário. Esses espaços possibilitaram o funcionamento dos cursos matutino e vespertino, tendo recebido contribuição financeira do Lyons Clube. Desse modo, o número de estudantes do Colégio Dom João Becker foi elevado para 1.700. 
Mesmo assim, a ideia de o Colégio Dom João Becker ter uma sede independente continuou sendo uma preocupação para sua comunidade. Em 1968, após anos de construção, o prédio na Rua Nova Prata, moderno e grande, ficou pronto para abrigar os cursos da manhã e da tarde; o da noite, porém, só foi transferido para lá no início da década de 1970, com a estabilização da rede elétrica.

### Problemas com pombos e Reclamações de alunos
Recentemente, os mais de 700 alunos do Colégio Dom João Becker eram para ter voltado às aulas depois das férias de julho, no dia 29 do mesmo mês, o que não aconteceu. O problema está relacionado aos pombos que sujaram a frente, a fachada e partes dentro do prédio, e fez com que a Vigilância Sanitária suspendesse a volta às aulas dos alunos. A previsão, dada pela escola, era pra que começasse no dia 5 de agosto, devido ao começo da limpeza. Mas as chuvas impediram com que a limpeza fosse concluída, o que transferiu a previsão para o dia 7. O retorno das atividades não aconteceu, pois a limpeza não foi concluída e que faltava  a colocação de vidros nas fachadas. Mais uma previsão de retorno foi dada para 12 de agosto. Mais uma previsão "furada"
Muitos pais e alunos, segundo matéria do jornal Diário Gaúcho, estão inconformados com o fechamento da escola, que está prevista para abrir dia 19 de agosto. Eles ainda reclamam de que terão que recuperar as aulas em janeiro, quando está previsto as férias escolares, e aos sábados e também da acumulação de provas e trabalhos dados pelos professores.

## Estrutura
A área do Colégio Estadual Dom João Becker é amplamente arborizada; seu prédio contém salas de audiovisual, biblioteca, espaços de artes, espaço de educação física, laboratórios de biologia, física, química e informática e um salão para palestras.

## Ensino
- Ensino Médio
- Técnico em Informática
- Técnico em Informática para Internet
- Técnico em Química[4]